# Stilaro
A Stilaro (az ókorban Elleporus néven volt ismer) egy folyó Olaszország Calabria régiójában. A Calabriai-Appenninekben ered, átszeli Bivongi, Pazzano és Stilo településeket, majd a Jón-tengerbe ömlik. A folyóról nevezték el a Vallata dello Stilaro Allaro calabriai kistérséget. Folyása mentén számos vasmű és vízimalom romja látható. Gyors folyását ma elsősorban energiatermelésre használják. A folyó mentén található az Appenninek egyik legszebb vízesése, a 114 m magas Marmarico.